# ズコット

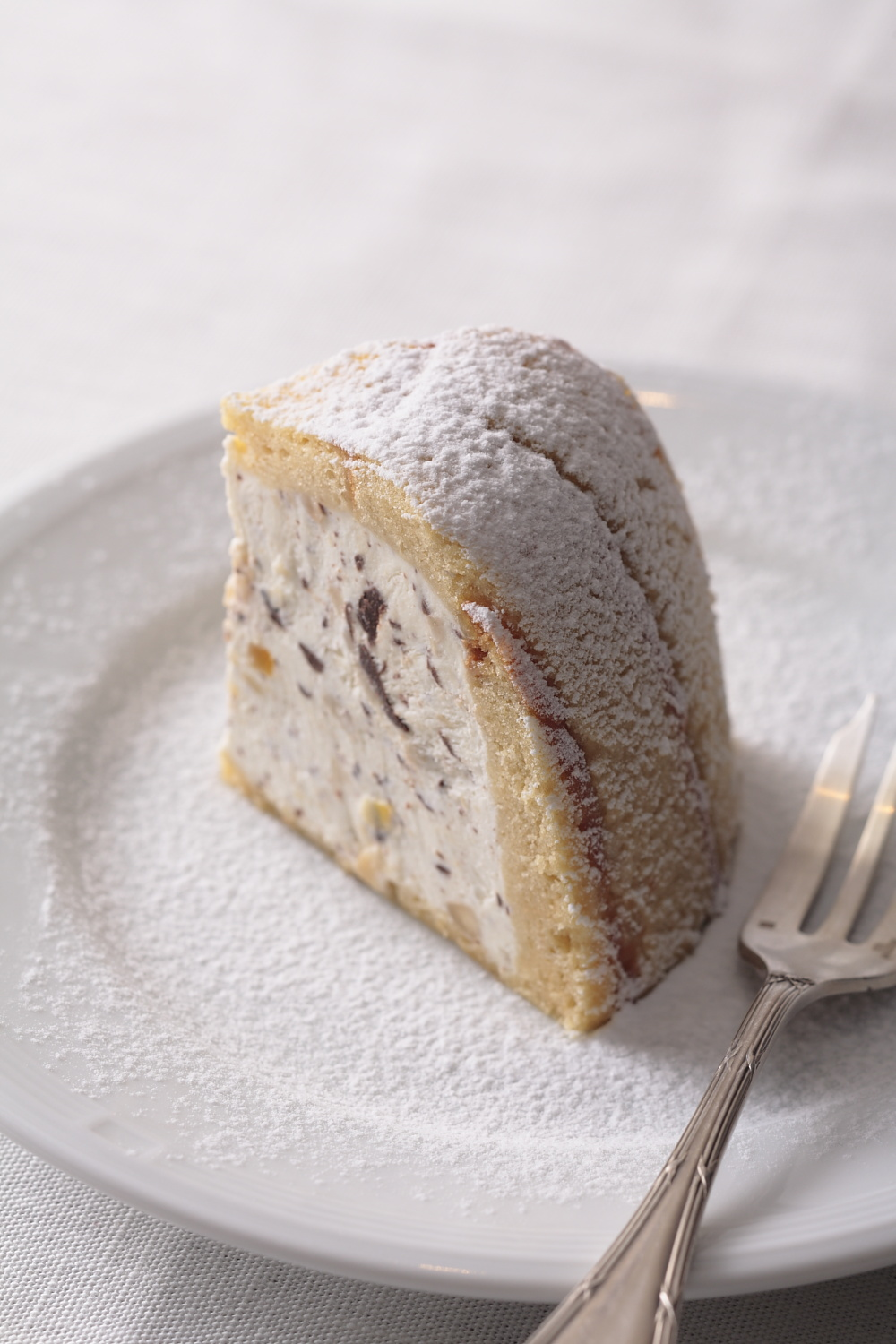
ガッタイオーラドルチのズコット

ズコット、ズッコット（伊: zuccotto）とはイタリアのトスカーナ地方の都市フィレンツェでルネサンス期に誕生した丸いドーム型の、セミフレッドを用いたケーキである。
名称は15〜16世紀の兵士のドーム型金属製兜「ズッコット」、またはカトリック教会の聖職者の半球形頭巾カロッタのトスカーナ俗語での別名「ズッケット」（zucchetto）に由来。ズッコット、ズッケットはどちらともズッカ（zucca、カボチャ）から派生した語である。
16世紀中ごろフィレンツェで、建築家、彫刻家、画家、軍事技術者、演劇デザイナーであったベルナルド・ブオンタレンティがメディチ家のために創作したとされている。ブオンタレンティは氷に硝石を加える食品冷凍技術の発明者としても知られる。半球形の形は敬愛するフィリッポ・ブルネレスキの代表作でありフィレンツェの象徴であるサンタ・マリア・デル・フィオーレ大聖堂のクーポラへのオマージュとも言われる。
フランスのオルレアン公アンリ（後のアンリ2世）に嫁いだメディチ家のカテリーナ・デ・メディチが菓子職人とともにセミフレッドをフランスに持ち込んだと言われ、現代のアイスクリームの原型の一つとされる。現代のアイスクリームとの違いはクリームに鶏卵を含まず乳製品主体であることである。
ズッコットは長く忘れられていたが、1950年代にフィレンツェの老舗洋菓子店シエニ（Antica Pasticceria Sieni）が16世紀のレシピを復元し、復活させた。フィレンツェのリストランテやトラットリアのデザートメニューとしても登場するが、ティラミスやパンナコッタなどに比べ製法が複雑で時間がかかることから自家製である場合は少なく、また家庭で作られることも比較的稀である。
製法は、オーブンでパン・ディ・スパーニャを焼き、帯状に切り分け、半球形の型の内側にパン・ディ・スパーニャの表面の焼き色をクーポラの肋に見立て放射状に敷き並べる。
パン・ディ・スパーニャにヴィン・サントなど酒精強化ワインやアマレット、サンブーカ、ベネディクティン、フランボワーズ、グラン・マルニエなどリキュールを染み込ませ（近年では酒類を入れないものも多い）、細かく刻んだヘーゼルナッツやアーモンドなど種実類、果物の砂糖漬けや刻んだチョコレートを入れた生クリーム、甘みをつけたリコッタチーズ、ヨーグルトチーズなどを詰め、パン・ディ・スパーニャで蓋をして冷凍庫などで凍らせる。
型から取り出し、室温でセミフレッド（半解凍状態）に戻し切り分けて供する。粉砂糖、ココアパウダー、溶かしたチョコレートなどで表面を飾る場合もある。
本来のセミフレッドのズコットとは別に、イタリアのジェラート店には、スポンジ生地に卵白を含むジェラートを詰めたズコット・ジェラート（zuccotto gelato）を置いているところもある。

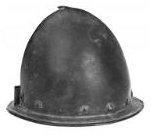
尖頭ズコット型兜（zuccotto aguzzo）、1570年頃（フォルリ市立アルビチーニ武器博物館）
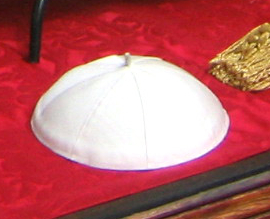
教皇の白いズッケット
サンタ・マリア・デル・フィオーレ大聖堂のクーポラ
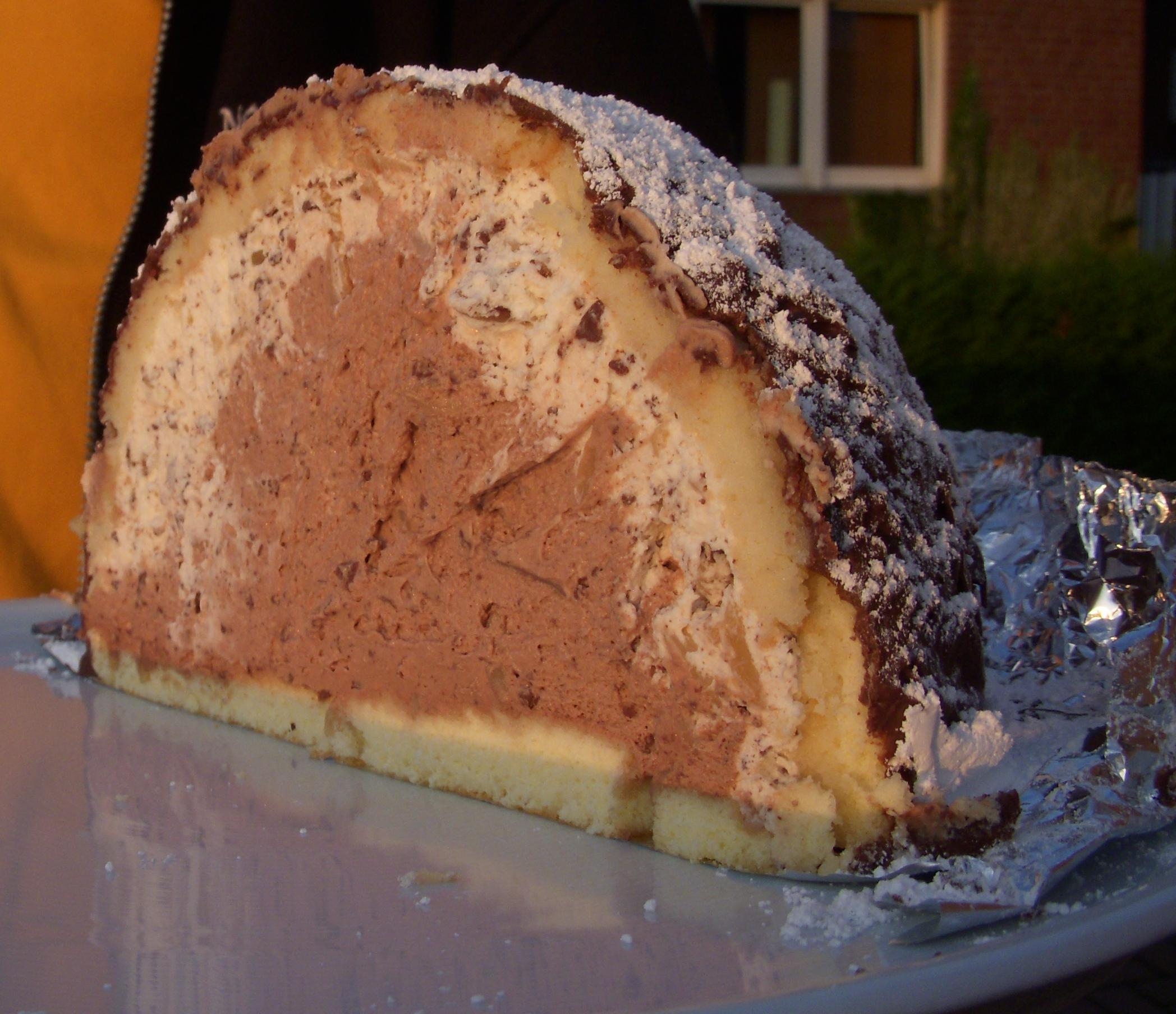
チョコレート味のズッコット
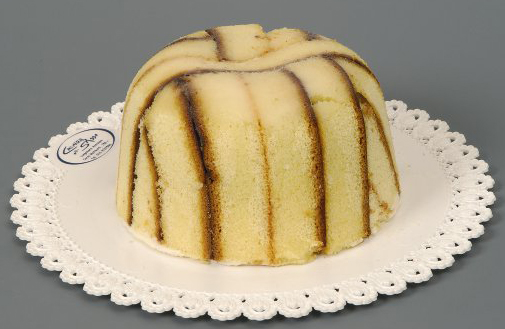
クレメリア・デル・サッソのズッコット・ジェラート